# Naonella forsythi
Naonella forsythi är en tvåvingeart som beskrevs av Boothroyd 1994. Naonella forsythi ingår i släktet Naonella och familjen fjädermyggor. Inga underarter finns listade i Catalogue of Life.